# Anna Maria Espinosa
Anna Maria Elena Margarita Espinosa, född 8 juli 1979 och uppvuxen i Stöde, är en sverigefinsk sångerska som bland annat är medlem i Moder Jords Massiva och Club Killers men också har medverkat på flera andra artisters album.
2005 hade Espinosa en hit med låten "To win my love", som skrevs av Moneybrother och var ledmotiv till TV-serien Livet enligt Rosa. 2007 släppte hon singeln "Much to much", och 2008 sitt första soloalbum, Glowing with You. Albumet som producerades av Jari Haapalainen innehåller bland annat musikaliska samarbeten med Marit Bergman, Theodor Jensen, Nicolai Dunger, Staffan Hellstrand och Andreas Mattsson. 
Espinosa spelade in låten "Girls Just Wanna Have Fun" till Forsman & Bodenfors reklam för AMF Pension 2008. Espinosa deltog i Melodifestivalen 2010 i deltävling 2 i Sandviken med låten "Innan alla ljusen brunnit ut". Hon medverkade i Allsång på Skansen i första avsnittet 2009, i På spåret både i december 2009 och februari 2012, i Så ska det låta i maj 2010 samt i Doobidoo 28 oktober 2011, 28 september 2012 och 15 november 2013.

## Bildgalleri

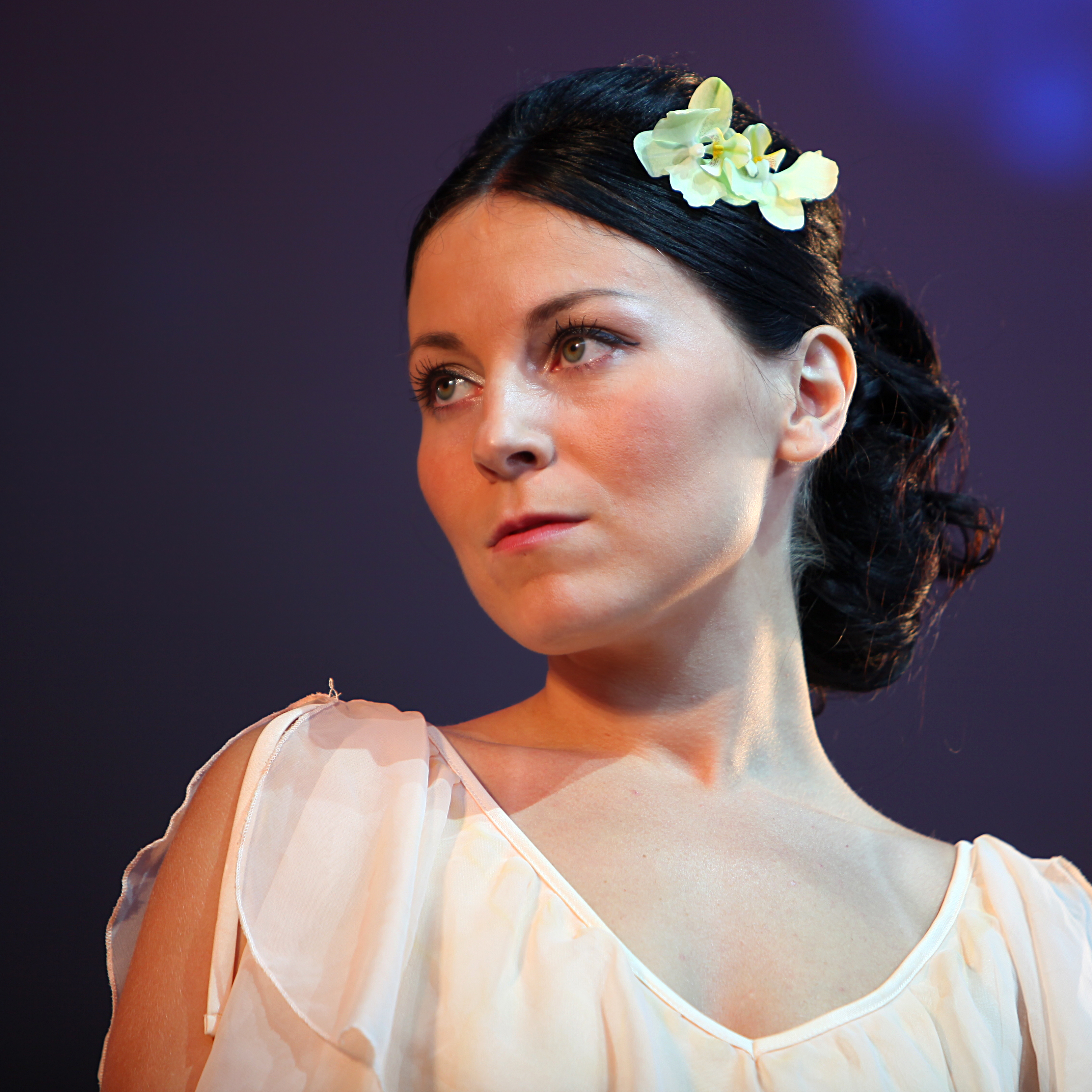
Anna Maria Espinosa på Stockholm Pride 2009
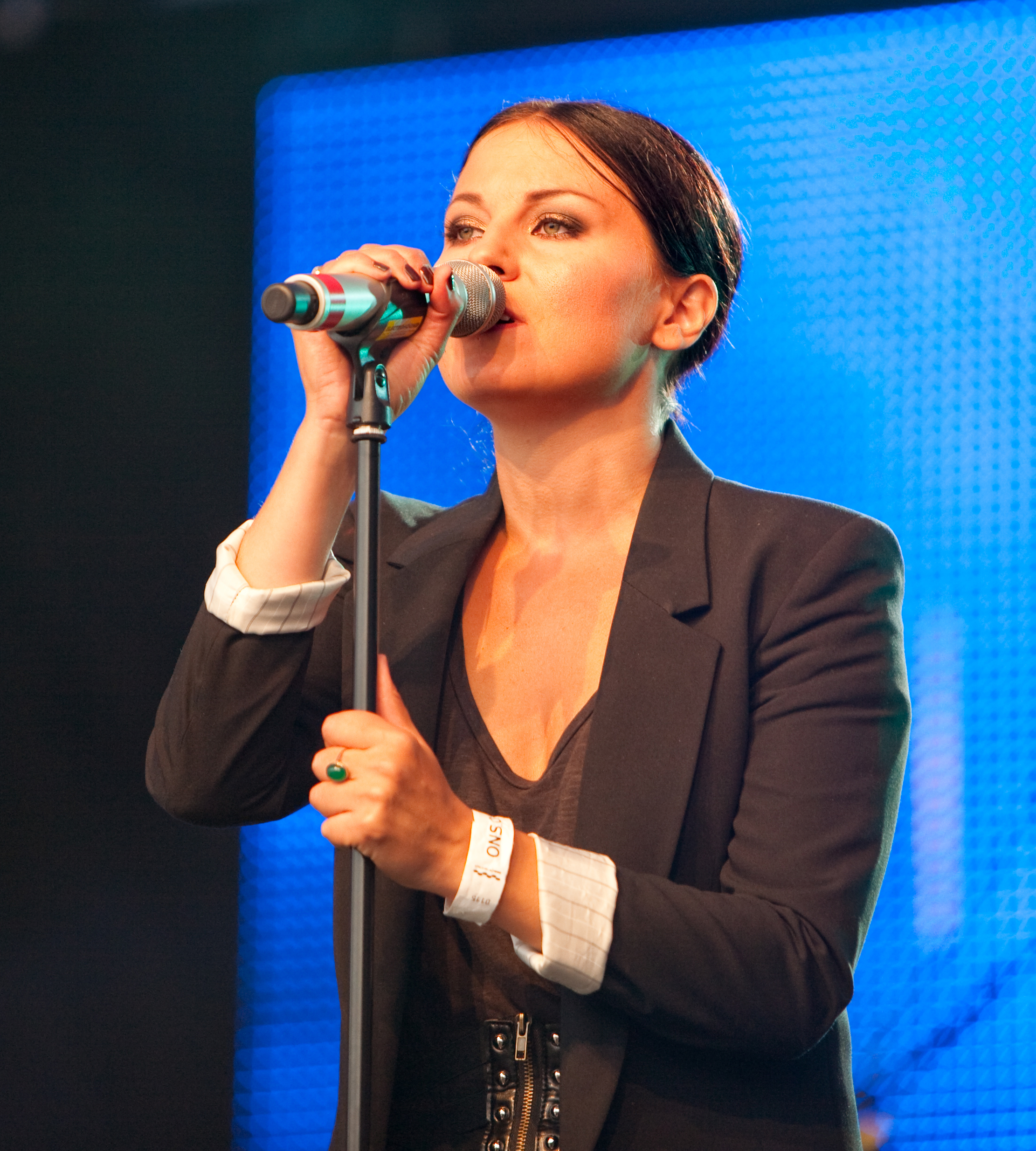
Anna Maria Espinosa på Stockholm Pride 2010
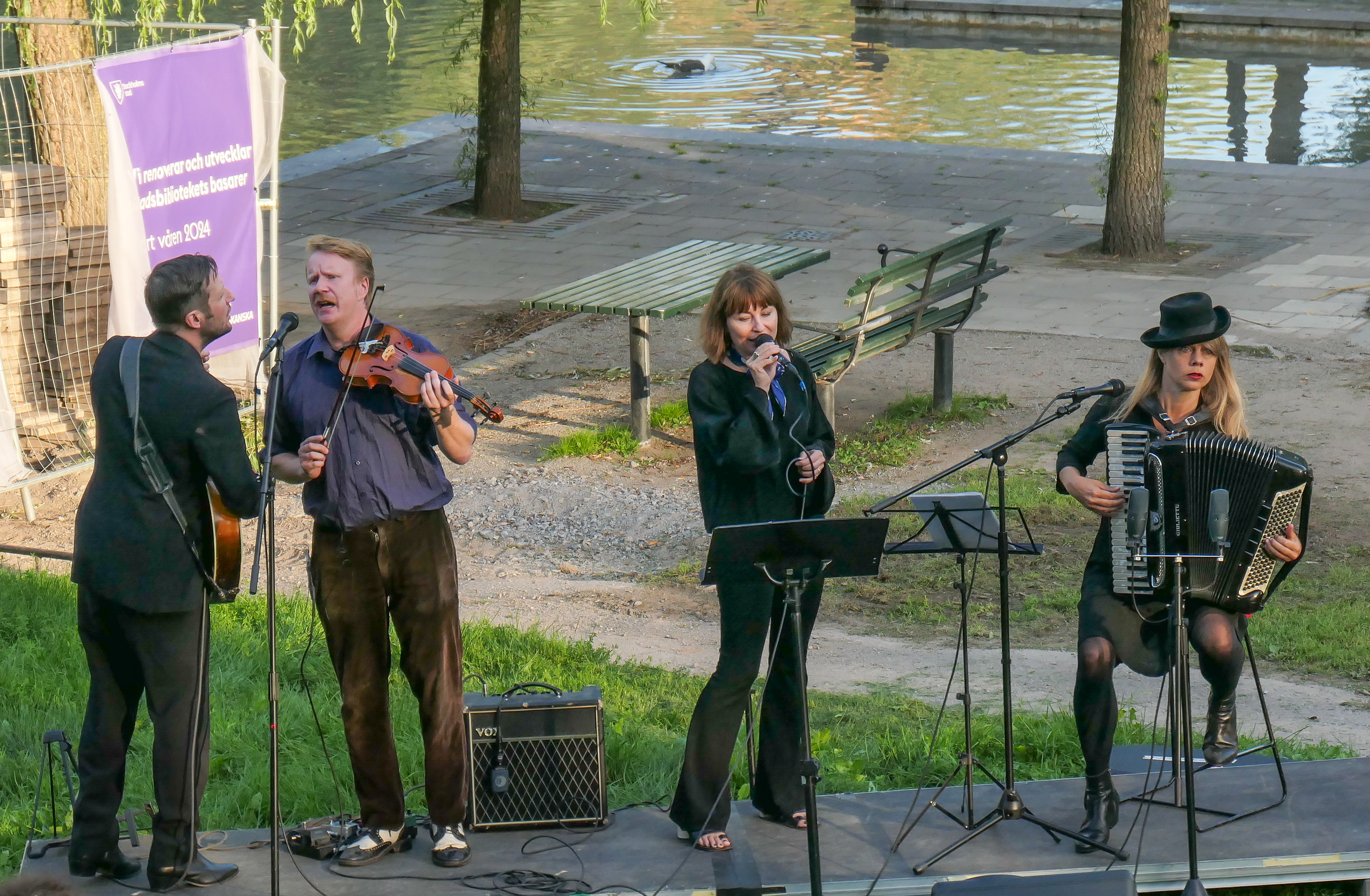
Poesi i parken i Observatorielunden i Stockholm 2023. Anna Maria Espinosa sjunger finsk tango tillsammans med en trio musiker från Månskensorkestern: Amanda Fritzén, dragspel, Viktor Littmarck, fiol, Daniel Rossetti, gitarr.